# Бреусовка (Омская область)
Бреусовка — упразднённая деревня в Одесском районе Омской области. Входила в состав Ганновского сельсовета. Исключена из учётных данных в 1977 г.

## География
Располагалась на границе с Павлоградским районом, в 7 км (по прямой) к северу от села Ганновка.

## История
Основана в 1912 году. В 1928 году посёлок Бреусовка состоял из 96 хозяйств. В поселке размещались школа 1-й ступени, изба-читальня, лавка общества потребления. В административном отношении являлся центром Бреусовского сельсовета Павлоградского района Омского округа Сибирского края. В 1930-е годы организован колхоз «13 лет РККА». С 1950-х годов отделение колхоза «Заветы Ильича». Упразднена в 1977 г.

## Население
По переписи 1926 г. в поселке проживало 473 человека, в том числе 257 мужчин и 216 женщин. Основное население — украинцы.